# CMC (Venezuela)
CMC (Canal Metropolitano Col, anteriormente COL Channel) es un canal  venezolano con sede en Ciudad Ojeda, en el costa oriental de lago de Maracaibo, parte del Estado Zulia al oeste del país suramericano de Venezuela.
Ofrece programación generalista.